# Exton (Rutland)
Exton è un villaggio ed ex parrocchia civile dell'Inghilterra, appartenente alla contea del Rutland.